# Tejidos vegetales

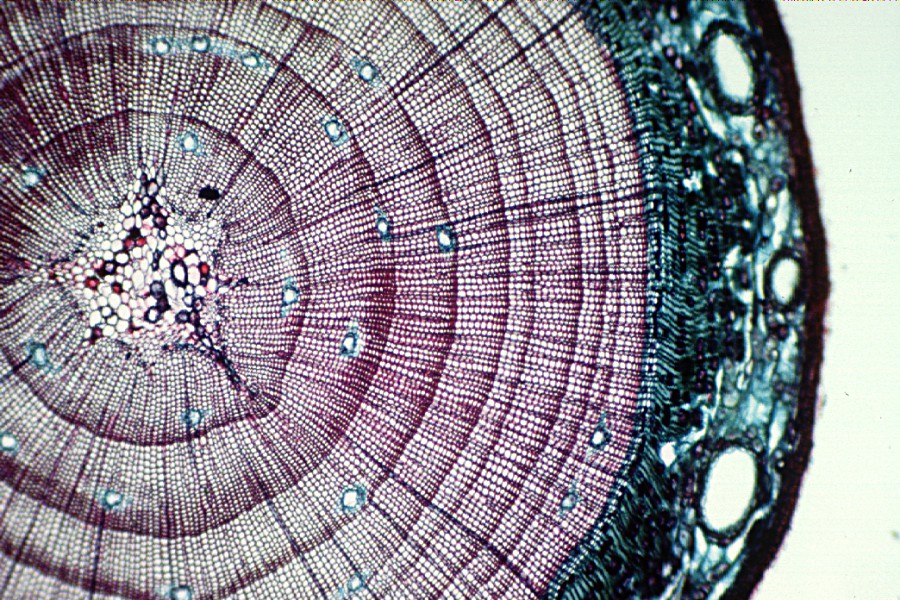
Tejidos en la imagen microscópica de una sección transversal del tallo de Pinus.

Los tejidos vegetales son aquellos que se encuentran en las plantas. En una planta vascular, existen tejidos diferenciados, de acuerdo con la función que desempeñan: tejidos de crecimiento (meristemas), protectores (epidermis y peridermis), fundamentales (parénquima), de sostén (colénquima y esclerénquima) y conductores (floema y xilema).
Las plantas también poseen estructuras secretoras donde acumulan sustancias metabólicas que no usan directamente.

## Tejidos vegetales
Fusión con : Sistema tisular de las plantas
Los tejidos vegetales pueden definirse como grupos de células que realizan una función similar o que interactúan a fin de lograr una función común, aunque estructuralmente puedan ser diferentes y pueden estar ubicados en forma dispersa o agregada. Los tejidos compuestos por un solo tipo de células se llaman tejidos simples y aquellos constituidos por dos o más tipos de células se denominan tejidos complejos.
Los principales tejidos de las plantas vasculares están organizados en grandes unidades conocidas como Sistemas de Tejidos y están presentes en la raíz, tallo y hojas, revelando la similitud básica de organización y continuidad en el cuerpo de la planta. Asimismo los tejidos pueden dividirse en las siguientes  categorías: Tejidos meristemáticos y Tejidos conductores

### Tejidos meristemáticos
Los tejidos meristemáticos, también conocidos como meristemas, son aquellos formados por células pequeñas, con capacidad de división y de diferenciación permite que la planta pueda estar en continuo crecimiento.
Sus células pueden dividirse en dos tipos y, esto permite la creación de dos tipos de células:
1. Primarios: en este caso, proceden de células embrionarias no diferenciadas.
2. Secundarios: las células recuperan su carácter meristemático, y están localizados en la punta de tallos y raíces.

### Los tejidos primarios
Para la formación de los tejidos adultos necesitamos que ocurran dos factores, uno es la división y otro es la diferenciación de las células de los tejidos embrionarios. Dependiendo de la función que desempeñen estos tejidos en las plantas podemos clasificarlos en: tejidos parenquimatosos, de soporte, protectores.

### Los tejidos parenquimatosos
También conocidos como tejidos fundamentales son los más abundantes, que se encuentran entre los demás tejidos y llenan los espacios entre ellos.
Estos están formados por células que sí tienen vida, con una gran variedad de formas, como prismáticas, esféricas… Sus paredes celulares son muy finas y están compuestas por celulosa, cloroplastos y un vacuolo. 
Podemos distinguir entre distintos tipos de parénquima:
- Parénquima: Las células están vivas y mantienen la capacidad de división. Forman masas continuas y, en función del contenido desempeñan funciones diferentes, como fotosíntesis, almacenamiento de reservas o secreción.

- Clorénquima: Es un tipo especializado de parénquima, contiene clorofila que es fundamental para la fotosíntesis.

- Parénquima reservante: Es un tipo especializado de parénquima, se encuentra en la parte interna del vegetal y en órganos subterráneos, que sirven de almacén o reserva (pencas, cactus, tubérculos)

- Colénquima: Forma parte de los tejidos de sostén. Sus células están vivas, tienen forma alargada y paredes desigualmente engrosadas. Actúan como soporte de los órganos jóvenes en crecimiento.

- Esclerénquima: Al igual que el colénquima, también forma parte de los tejidos de sostén de una planta. Sus células tienen una pared lignificada gruesa y dura. Suelen estar muertas (cuando hay crecimiento secundario) y actúan como refuerzo y soporte de las partes que han dejado de crecer.

- Parénquima clorofílico: En él ocurre la fotosíntesis, con lo cual sus células cuentan con abundantes cloroplastos. Se encuentra en el interior de las hojas donde podemos distinguir entre dos tipos de parénquimas: la parénquima en estacada y lacunar.

- Parénquima acuífero: Este tipo de parénquima se desenvuelve y desarrolla  principalmente en las hojas y en el tallo. Desempeña la función de almacenar agua.

- Parénquima aerífero: Entre sus células se forman tabiques. Estos se encargan de delimitar grandes espacios intercelulares que es favorable para  el intercambio de gases.

- Parénquima vascular: Es la encargada de proteger los vasos conductores, como el xilema y floema.

### Tejidos conductores
Los tejidos conductores (también conocidos como vasculares) son un conjunto de células muy especializadas que se colocan en hilera, consiguiendo así una forma de tubos que constituyen el sistema vascular y que se encargan de transportar el zumo por todo el interior de la planta. Tenemos los siguientes tipos de tejidos:
- Xilema (o tejido leñoso): es el tejido vascular encargado de transportar el zumo bruto desde la raíz hasta las hojas. Se puede distinguir entre:

1. Xilema primario: se forma a través del meristema apical.
2. Xilema secundario: se forma a través del cambium.

Encontramos también dos tipos de células que forman el xilema:
1. Elementos vasculares: son células que tienen forma de anillos, espiras o retículos. Cuando se completa su formación mueren y solo quedan las paredes que lo forman.
2. Elementos no vasculares: son la parénquima y las fibras de xilema. Se encargan de los intercambios con los elementos vasculares y proporcionan soporte.

- Floema (o tejido liberiano): se encarga de transportar el zumo elaborado desde las hojas y los tallos verdes a las demás partes de las plantas. Se puede distinguir entre:

1. Floema primario: se forma a partir del meristema apical.
2. Floema secundario: se forma a partir del cambium.

### Tejidos protectores
Los tejidos protectores son aquellos que recubren y protegen la superficie más externa de la planta. Entre los más importantes encontramos: epidermis, endoderma y suberina.
- La epidermis: es la capa más externa del vegetal joven. Está formada generalmente por una capa de células aplanadas, vivas y fuertemente unidas. Además, este tipo de células no cuentan con cloroplastos pero sí con paredes celulares muy delgadas. Las paredes de las células están recubiertas por una cutícula formada por una sustancia lipídica denominada cutina, las cuales son impermeables al agua, así como a los gases y protegen de la pérdida de ella. Además de proteger a las plantas, también regula el proceso de intercambio de gases, así como del agua, el cual se desarrolla a través de los estomas y pelos radicales. Otras estructuras en la epidermis, como los tricomas, que filtran el exceso de luz, segregan diferentes substancias, regulan las variaciones térmicas…

- El endoderma: Se localiza sobre todo en el interior de la raíz, de forma que separa los fascículos vasculares del tejido adulto vegetales denominado parénquima, tejidos parenquimatosos o tejidos fundamentales. El endoderma está constituido por una sola capa de células vivas, las cuales poseen unas paredes recubiertas de lignina y suberina, que tienen función impermeable y forman la banda de Caspary.

- Corteza: funciona como sustituto de la epidermis en aquellas partes de la planta que tienen un crecimiento secundario. La corteza tiene su origen en el felógeno (meristema más externo). Además está constituido por diversas capas de células muertas, las cuales están hinchadas de aire y no dejan espacios entre ellas, es decir, no dejan los llamados espacios intercelulares. La razón por la que están muertas es porque en sus paredes se encuentra depositada una sustancia llamada suberina, que tiene como función impermeabilizar y aislarlas del medio, por lo tanto, están muertas. En cuanto a las características de la corteza encontraríamos las siguientes:
  - La sustancia lipídica que se encuentra en las paredes de las células es impermeable al agua como a los gases
  - Una de sus funciones es evitar la penetración de animales u hongos que puedan perjudican a los tejidos internos.
  - Funciona como un aislante, con lo cual regula las variaciones de temperatura.
  - En su superficie, cuenta con una serie de poros con abundantes células parenquimatosas con vida en su interior, que dejan espacios entre los que pasa el aire. Gracias a esto, se permite el intercambio de gases y transpiración.